# نادي ميتالورغ سكوبيه
نادي ميتالورغ سكوبيه لكرة القدم (Fudbalski klub Metalurg Skopje) هو نادي كرة قدم مقدوني، تأسس سنة 1964.